# Myrcia dispar
Myrcia dispar är en myrtenväxtart som beskrevs av Mcvaugh. Myrcia dispar ingår i släktet Myrcia och familjen myrtenväxter. Inga underarter finns listade i Catalogue of Life.